# 死刑囚に毒を試すクレオパトラ
『死刑囚に毒を試すクレオパトラ』（しけいしゅうにどくをためすクレオパトラ、Cléopâtre essayant des poisons sur des condamnés à mort）は、フランスの画家アレクサンドル・カバネルの1887年の絵画。現在はアントワープ王立美術館に所蔵されている。この作品は、死刑判決を受けた囚人が毒を摂取することにより、どのような影響を受けるかを宴席に座って観察しているクレオパトラ7世を描いている。
カバネルは常に歴史とオリエンタリズムに興味を抱いていたが、パリで広く絵画が知られるようになると、批評家から賞賛を受けた。本作では、衣装や建物などの当時の文化に関係する装飾が細かく描き込まれている。

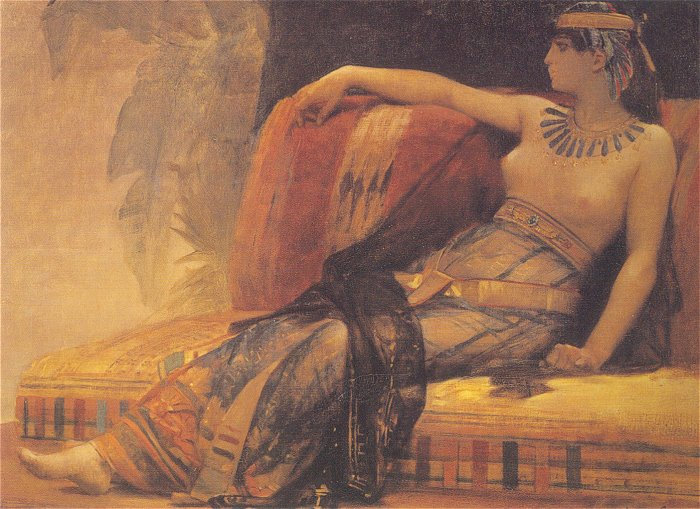
習作